# Catedral de Nostra Senyora de la Dormició de Damasc
La catedral de Nostra Senyora de la Dormició (àrab: كاتدرائية سيدة النياح, Kātidrāʾiyyat Sayyidat an-Niyāḥ), també anomenada catedral patriarcal de la Dormició de Nostra Senyora, és la catedral de l'Església Catòlica Melquita a la ciutat de Damasc, capital de Síria. És la seu de l'arqueparquia greco-melquita de Damasc (llatí: Archieparchia Damascena Graecorum Melkitarum) dependent del Patriarcat catòlic melquita d'Antioquia i Jerusalem, que inclou uns 150.000 adherents batejats i vint parròquies amb cinquanta sacerdots. Els seus fidels, adscrits des del segle xviii a la Santa Seu de Roma, utilitzen la llengua àrab i el ritu bizantí.
L'arquebisbe vicari o eparca és, des de l'any 2006, Yussef Absi, antic Superior General de la Societat de Missioners de Sant Pau. El 21 de juny de 2017 va ser elegit com a Patriarca grec melquita.

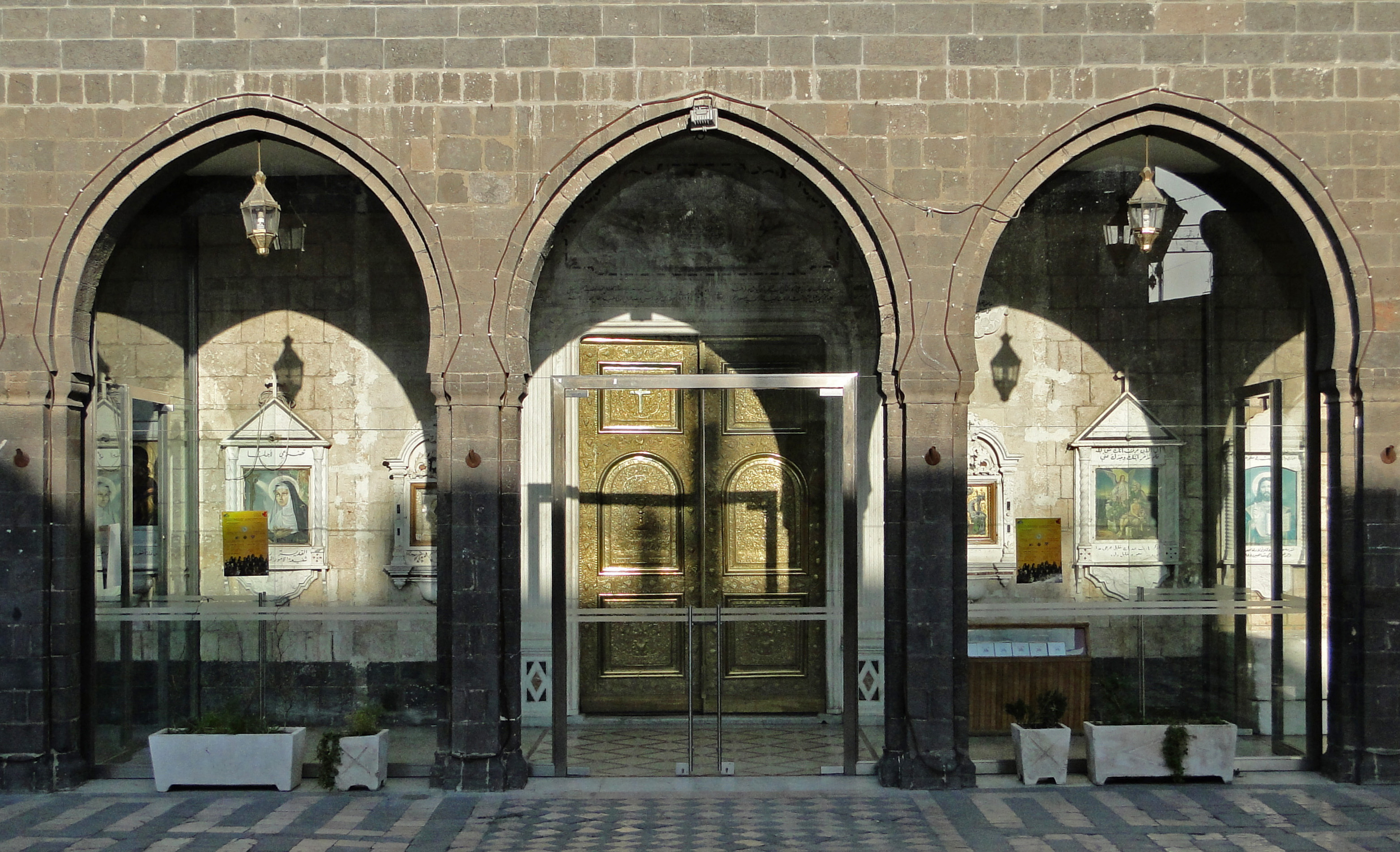
Porta principal de la catedral.

La catedral està dedicada a la Dormició de la Verge, «equivalent», en el cristianisme oriental, a la doctrina de l'Església llatina de l'Assumpció de Maria.

## Història
Al segle iii ja existia en aquest lloc una església. La propietat actual va ser adquirida l'any 1830 per la comunitat de l'església melquita als anteriors propietaris jueus. La venda de la propietat de l'antiga sinagoga a l'extrem est del que llavors era el barri jueu de Damasc es va produir després que la comunitat jueva caraíta de Damasc s'hagués extingit. L'església melquita actual de Damasc es va construir al lloc de l'antiga sinagoga caraïta entre 1833 i 1834 després que el sultà otomà Mahmud II permetés la construcció de noves esglésies cristianes en relació amb les reformes de Tanzimat del 1830. L'església va ser molt danyada durant la massacre de cristians a Damasc durant la guerra del Líban el 1860, i va ser reconstruïda i reoberta el 1864.
A partir del 2013, durant la guerra civil a Síria, el districte de Bab Xarqi va ser atacat repetidament per part dels rebels islamistes. El front estava a només 500 metres de Bab Xarqi, però els rebels van ser rebutjats durant el 2014. El 8 de gener de 2018, després d'un llarg període de calma, un centenar d'obusos islamistes van tornar a caure sobre la Ciutat Vella de Damasc, van matar cinc persones i van destruir la porta d'entrada i diverses finestres de la catedral melquita. El bombardeig va procedir de la zona de la Ghuta oriental, que va estar sota el control de les forces de l'oposició fins al març de 2018, i va provocar pànic al centre de Damasc. No va ser fins després que els islamistes fossin expulsats de Ghuta l'abril de 2018 que la situació al nucli antic de Damasc es va calmar.